# 本町 (さいたま市)
本町（ほんちょう）は、埼玉県さいたま市岩槻区の町丁。現行行政地名は本町一丁目から本町六丁目。住居表示実施地区。郵便番号は339-0057。

## 地理
岩槻駅東口が置かれ、岩槻市街地の中心として機能している。かつては日光御成街道沿いに岩槻城下の町人地・武家地が広がっていた。岩槻城の大構をほぼ踏襲した町域となっている。愛宕町・宮町・本丸・太田・仲町・東町・加倉・岩槻・西町と隣接する。かつての町名には渋江町、大工町、丹過町、久保宿町、横町、新町、市宿町がある。

### 地価
住宅地の地価は、2014年（平成26年）1月1日の公示地価によれば、本町3-19-19の地点で11万3000円/m2となっている。

## 歴史

### 沿革
- 1965年（昭和40年）：住居表示実施により、岩槻市大字岩槻・大字太田・大字加倉の各一部から本町一丁目・三丁目・五丁目が成立[5]。
- 1966年（昭和41年）10月1日：住居表示実施により、大字岩槻・大字太田・大字加倉の各一部から本町二丁目・四丁目・六丁目が成立[6][5]。
- 2005年（平成17年）4月1日：岩槻市がさいたま市に編入合併され、同市岩槻区の町丁となる[7]。

## 世帯数と人口
2017年（平成29年）10月1日時点の世帯数と人口は、以下のとおりである。
| 丁目       | 世帯数    | 人口    |
| ---------- | --------- | ------- |
| 本町一丁目 | 362世帯   | 712人   |
| 本町二丁目 | 434世帯   | 1,009人 |
| 本町三丁目 | 340世帯   | 679人   |
| 本町四丁目 | 464世帯   | 1,033人 |
| 本町五丁目 | 322世帯   | 707人   |
| 本町六丁目 | 336世帯   | 804人   |
| 計         | 2,258世帯 | 4,944人 |

## 小・中学校の学区
市立小・中学校に通う場合、学区（校区）は以下のとおりとなる。
| 丁目       | 区域 | 小学校                 | 中学校                 |
| ---------- | ---- | ---------------------- | ---------------------- |
| 本町一丁目 | 全域 | さいたま市立岩槻小学校 | さいたま市立岩槻中学校 |
| 本町二丁目 | 全域 | さいたま市立太田小学校 | さいたま市立岩槻中学校 |
| 本町三丁目 | 全域 | さいたま市立岩槻小学校 | さいたま市立岩槻中学校 |
| 本町四丁目 | 全域 | さいたま市立太田小学校 | さいたま市立岩槻中学校 |
| 本町五丁目 | 全域 | さいたま市立岩槻小学校 | さいたま市立岩槻中学校 |
| 本町六丁目 | 全域 | さいたま市立太田小学校 | さいたま市立岩槻中学校 |

## 交通

### 鉄道
東武野田線（東武アーバンパークライン）の岩槻駅がある。かつては、本町六丁目に武州鉄道の岩槻本通駅があった。

### 道路
- 国道122号

## 寺社・史跡
- 時の鐘
- 芳林寺 - 曹洞宗の寺院。山号は太平山。 太田道灌の墓が置かれている。
- 新成寺 - 真言宗智山派の寺院。成田山新勝寺の別院。
- 真浄寺 - 日蓮宗の寺院。山号は大方山。
- 弥勒密寺 - 真言宗智山派の寺院。山号は光岩山。岩槻大師として知られる。
- 西光寺 - 真言宗智山派の寺院。弥勒密寺の末寺にあたる。
- 願生寺 - 浄土宗の寺院。 山号は實相山。
- 学蔵寺 - 日蓮宗の寺院。山号は恵光山。池上本門寺の末寺。
- 大龍寺 - 曹洞宗の寺院。山号は雲居山。
- 浄安寺 - 浄土宗の寺院。山号は快楽山。
- 三峯神社
- 愛宕神社
- 八雲神社

## 施設
- ワッツ東館
  - 岩槻区役所
  - 人形の博物館
- ワッツ西館
  - 岩槻駅東口図書館
- 岩槻図書館
- 岩槻人形博物館
- 岩槻郷土資料館
- 遷喬館
- さいたま市立岩槻小学校
- 丸山記念総合病院
- 岩槻本町郵便局
- 埼玉りそな銀行岩槻支店
- 岩槻幼稚園